# Jiver Hutchinson
Leslie George "Jiver" Hutchinson (Cross Roads, 6 maart 1906 - Weeting, Norfolk, 22 november 1959) was een Jamaicaanse jazz-trompettist en bandleider.
Hutchinson leerde trompet spelen in de legerband van Jamaica's West India Regiment, waarmee hij in 1924 optrad in Wembley. In 1936 speelde hij in Soho in de Cuba Club Band van drummer Happy Blake. In 1936 werkte hij in de groep van Leslie Thompson, daarna speelde hij bij het dansorkest van Ken Snakehips Johnson. Hij werkte met de Nigeriaanse pianist Fela Sowande en leidde diens band tijdens een optreden in de film "Traitor Spy" (1939). Tijdens de oorlogsjaren werkte hij in toonaangevende dansorkesten, onder andere die van Geraldo. In de jaren erna leidde hij tot zijn overlijden met pijn  en moeite zijn eigen groepen. Musici die bij hem werkten waren onder meer Dave Wilkins en zanger Cab Kaye. In 1947 maakte hij met zijn band opnames en in 1952 begeleidde hij bij plaatopnames de Amerikaanse pianiste Mary Lou Williams. Verder is Hutchinson te horen op opnames van Ted Heath, Sid Phillips, Al Bowlly en Stanley Black.
Hutchinson kwam om het leven bij een auto-ongeluk. Hij was de vader van zangeres Elaine Delmar.

## Filmografie
- Traitor Spy, 1939
- The Captain's Paradise, 1953

## Voetnoot
1. ↑  AllMusic.com geeft als geboortedatum 18 maart 1906.